# Trichilia norbranca
Trichilia norbranca är en tvåhjärtbladig växtart som beskrevs av Pennington. Trichilia norbranca ingår i släktet Trichilia och familjen Meliaceae. Inga underarter finns listade i Catalogue of Life.